# Stochastische Musik
Stochastische Musik ist eine Bezeichnung für musikalische Kompositionsverfahren, bei denen stochastische Prozesse benutzt werden (vergleiche Aleatorik). Der Begriff geht auf den Komponisten und Architekten Iannis Xenakis (1922–2001) zurück.
Der Kompositionsvorgang basiert bei Xenakis oft auf visuellen Formen. Aus diesen leitet er Formeln und Kombinationswege ab, um sie dann durch den Einsatz zum Beispiel einer Rechenmaschine in Notenzeichen und Musik umzuwandeln. Hierbei greift er auf  Zufallsprozesse, Wahrscheinlichkeitsrechnung und Spieltheorie zurück. Die daraus resultierenden, sich oftmals verformenden Klangbilder vergleicht der Komponist selbst mit Wolken und Galaxien und bezeichnet sie als „Stochastische Musik“.
Durch den Einsatz technischer Hilfsmittel, wie dem von ihm entwickelten GENDYN-System, überträgt Xenakis die Idee dynamisch stochastischer Kompositionen auch auf die Ebene der Klanggestaltung. Mit Hilfe von Verfahren wie der Granularsynthese werden dabei Klangwolken automatisch generiert, die sowohl auf der gröbsten als auch auf der feinsten Strukturebene stochastisch organisiert sind.